# Орманли (дем Драма)
 Тази статия е за селото в Драмско.  За селото в Сярско вижте Орманли (дем Долна Джумая).  За селото в Северна Македония вижте Орманли.
Орманлѝ (на гръцки: Πολύκαρπος, Поликарпос, катаревуса Πολύκαρπον, Поликарпон, до 1927 година Ορμανλή, Орманли) е село в Република Гърция, разположено на територията на дем Драма в област Източна Македония и Тракия.

## География
Селото е разположено на 800 m надморска височина в западното подножие на планината Коджадаг, североизточно от Драма. Западно от селото и източно от Мокрош е била разположена Демирджилер махала, изселена в 20-те години на XX век.

## История

### В Османската империя
Съгласно статистиката на Васил Кънчов („Македония. Етнография и статистика“) към 1900 година Орманли е турско селище. В него живеят 250 турци.

### В Гърция
В 1913 година след Междусъюзническата война селото попада в Гърция. Според гръцката статистика, през 1913 година в Орманли (Ορμανλή) живеят 399 души.
През 1923 година жителите на Орманли са изселени в Турция и на тяхно място са заселени гърци бежанци. През 1927 година името на селото е сменено от Орманли (Ορμανλή) на Поликарпон (Πολύκαρπον). До 1928 година в Орманли са заселени 37 гръцки семейства със 125 души - бежанци от Турция.
Селото пострадва силно от Гражданската война в Гърция (1946 - 1949) и е закрито. Обновено е през 80-те години.
| Година    | 1913 | 1920 | 1928 | 1940 | 1951 | 1961 | 1971 | 1981 | 1991 | 2001 | 2011 | 2021 |
| --------- | ---- | ---- | ---- | ---- | ---- | ---- | ---- | ---- | ---- | ---- | ---- | ---- |
| Население | 399  | 259  | 100  | 160  |      |      |      |      | 48   | 10   | 9    | 0    |